# Tournoi des Six Nations 2010
Cet article traite de l'épreuve masculine. Pour la compétition féminine, voir Tournoi des Six Nations féminin 2010.
Navigation
Tournoi 2009 Tournoi 2011
Le Tournoi des Six Nations 2010 s'est déroulé du 6 février au 20 mars 2010. Les cinq journées s'étendent sur sept semaines, avec des pauses avant et après la troisième journée. Chacun des six participants affronte tous les autres. Les trois équipes qui ont en 2010 l'avantage de jouer un match de plus à domicile que les autres sont celles de la  France, de l'Irlande et du pays de Galles. Le Tournoi est remporté par la France, qui réalise son neuvième Grand chelem et succède ainsi à l'Irlande, tenante du titre à la suite de sa victoire en 2009.

## Classement final
| Rang | Nation         | J | V | N | D | Pm  | Pe  | Diff | Pts |
| ---- | -------------- | - | - | - | - | --- | --- | ---- | --- |
| 1    | France         | 5 | 5 | 0 | 0 | 135 | 69  | +66  | 10  |
| 2    | Irlande (T)    | 5 | 3 | 0 | 2 | 106 | 95  | +11  | 6   |
| 3    | Angleterre     | 5 | 2 | 1 | 2 | 88  | 76  | +12  | 5   |
| 4    | Pays de Galles | 5 | 2 | 0 | 3 | 113 | 117 | -4   | 4   |
| 5    | Écosse         | 5 | 1 | 1 | 3 | 83  | 100 | -17  | 3   |
| 6    | Italie         | 5 | 1 | 0 | 4 | 69  | 137 | -68  | 2   |

|  | Vainqueur du tournoi (no 1) |
|  | T : tenant du titre 2009    |

Attribution des points : Deux points sont attribués pour une victoire, un point pour un match nul, aucun point en cas de défaite.
Règles de classement : 1. point ; 2. différence de points de matchs ; 3. nombre d'essais marqués ; 4. titre partagé.

## Villes et stades
| Londres (Angleterre)                  | Saint-Denis (France)              | Édimbourg (Écosse)                    |
| ------------------------------------- | --------------------------------- | ------------------------------------- |
| Stade de Twickenham Capacité : 82 000 | Stade de France Capacité : 81 338 | Murrayfield Stadium Capacité : 67 130 |
| Le Stade de Twickenham à Londres.     | La stade France à Saint-Denis.    | Le stade Murrayfield à Édimbourg.     |
| Rome (Italie)                         | Dublin (Irlande)                  | Cardiff (Pays de Galles)              |
| Stade Flaminio Capacité : 30 000      | Croke Park Capacité : 82 300      | Millennium Stadium Capacité : 74 500  |
| Le stade Flaminio à Rome.             | Croke Park à Dublin               | Le Millenium Stadium à Cardiff.       |

## Acteurs du tournoi des Six Nations

Participants au Tournoi des Six Nations.

### Joueurs

#### Angleterre
| Entraîneur | Entraîneur             | Martin Johnson                                                                                     |
| Avants     | Pilier                 | Dan Cole, Matt Mullan, Tim Payne, Andrew Sheridan, Julian White, David Wilson                      |
| Avants     | Talonneur              | Dylan Hartley, Lee Mears, Steve Thompson                                                           |
| Avants     | Deuxième ligne         | Steve Borthwick , Louis Deacon, Courtney Lawes, Tom Palmer, Simon Shaw                             |
| Avants     | Troisième ligne aile   | Steffon Armitage, Tom Croft, Hendre Fourie, James Haskell, Lewis Moody, Chris Robshaw, Joe Worsley |
| Avants     | Troisième ligne centre | Jordan Crane, Nick Easter, Dan Ward-Smith                                                          |
| Arrières   | Demi de mêlée          | Danny Care, Harry Ellis, Paul Hodgson, Ben Youngs                                                  |
| Arrières   | Demi d'ouverture       | Toby Flood, Shane Geraghty, Charlie Hodgson, Jonny Wilkinson                                       |
| Arrières   | Centre                 | Riki Flutey, Shontayne Hape, Dan Hipkiss, Jamie Noon, Mathew Tait, Mike Tindall                    |
| Arrières   | Ailier                 | Chris Ashton, Matt Banahan, Mark Cueto, Ugo Monye                                                  |
| Arrières   | Arrière                | Delon Armitage, Ben Foden, Olly Morgan                                                             |

#### Écosse
| Entraîneur | Entraîneur             | Andy Robinson                                                                                     |
| Avants     | Pilier                 | Geoff Cross, Alasdair Dickinson, Allan Jacobsen, Moray Low, Euan Murray, Jon Welsh                |
| Avants     | Talonneur              | Ross Ford, Dougie Hall, Scott Lawson                                                              |
| Avants     | Deuxième ligne         | Richie Gray, Jim Hamilton, Nathan Hines, Alastair Kellock, Scott MacLeod                          |
| Avants     | Troisième ligne aile   | John Barclay, Kelly Brown, Scott Gray, Alan MacDonald, Ross Rennie, Alasdair Strokosch            |
| Avants     | Troisième ligne centre | Johnnie Beattie, Roddy Grant                                                                      |
| Arrières   | Demi de mêlée          | Mike Blair , Chris Cusiter, Rory Lawson                                                           |
| Arrières   | Demi d'ouverture       | Phil Godman, Ruaridh Jackson, Dan Parks                                                           |
| Arrières   | Centre                 | Ben Cairns, Nick De Luca, Max Evans, Alex Grove, Graeme Morrison                                  |
| Arrières   | Ailier                 | Simon Danielli, Thom Evans, Rory Lamont, Sean Lamont, Mark Robertson, Simon Webster, Nikki Walker |
| Arrières   | Arrière                | Chris Paterson, Hugo Southwell, Jim Thompson                                                      |

#### France
| Entraîneur | Entraîneur             | Marc Lièvremont                                                                                   |
| Avants     | Pilier                 | Clément Baïocco, Thomas Domingo, Luc Ducalcon, Sylvain Marconnet, Nicolas Mas, Jean-Baptiste Poux |
| Avants     | Talonneur              | William Servat, Dimitri Szarzewski                                                                |
| Avants     | Deuxième ligne         | Sébastien Chabal, Yoann Maestri, Romain Millo-Chluski, Lionel Nallet, Pascal Papé, Julien Pierre  |
| Avants     | Troisième ligne aile   | Julien Bonnaire, Thierry Dusautoir , Alexandre Lapandry, Fulgence Ouedraogo                       |
| Avants     | Troisième ligne centre | Imanol Harinordoquy, Louis Picamoles                                                              |
| Arrières   | Demi de mêlée          | Jean-Baptiste Élissalde, Frédéric Michalak, Morgan Parra, Dimitri Yachvili                        |
| Arrières   | Demi d'ouverture       | Benjamin Boyet, François Trinh-Duc                                                                |
| Arrières   | Centre                 | Mathieu Bastareaud, Fabrice Estebanez, Yannick Jauzion, David Marty                               |
| Arrières   | Ailier                 | Marc Andreu, Vincent Clerc, Benjamin Fall, Julien Malzieu, Alexis Palisson, Aurélien Rougerie     |
| Arrières   | Arrière                | Clément Poitrenaud                                                                                |

#### Galles
| Entraîneur | Entraîneur             | Warren Gatland                                                            |
| Avants     | Pilier                 | Rhys Gill, Paul James, Gethin Jenkins, Adam Jones, Eifion Lewis-Roberts   |
| Avants     | Talonneur              | Huw Bennett, Ken Owens, Matthew Rees, Gareth Williams                     |
| Avants     | Deuxième ligne         | Luke Charteris, Bradley Davies, Ian Gough, Alun Wyn Jones, Deiniol Jones  |
| Avants     | Troisième ligne aile   | Dan Lydiate, Andy Powell, Jonathan Thomas, Sam Warburton, Martyn Williams |
| Avants     | Troisième ligne centre | Gareth Delve, Ryan Jones                                                  |
| Arrières   | Demi de mêlée          | Gareth Cooper, Dwayne Peel, Mike Phillips, Richie Rees, Martin Roberts    |
| Arrières   | Demi d'ouverture       | Dan Biggar, Stephen Jones                                                 |
| Arrières   | Centre                 | Andrew Bishop, Jonathan Davies, James Hook, Jamie Roberts, Tom Shanklin   |
| Arrières   | Ailier                 | Leigh Halfpenny, Tom James, Kristian Phillips, Tom Prydie, Shane Williams |
| Arrières   | Arrière                | Lee Byrne                                                                 |

#### Irlande
| Entraîneur | Entraîneur             | Declan Kidney                                                                                                 |
| Avants     | Pilier                 | Tony Buckley, Tom Court, Declan Fitzpatrick, John Hayes, Cian Healy, Marcus Horan, Mike Ross, Brett Wilkinson |
| Avants     | Talonneur              | Rory Best, Sean Cronin, Jerry Flannery, John Fogarty                                                          |
| Avants     | Deuxième ligne         | Leo Cullen, Donncha O'Callaghan, Paul O'Connell, Mick O'Driscoll, Donnacha Ryan, Devin Toner, Dan Tuohy       |
| Avants     | Troisième ligne aile   | Stephen Ferris, Shane Jennings, Kevin McLaughlin, Sean O'Brien, David Wallace                                 |
| Avants     | Troisième ligne centre | Jamie Heaslip, Chris Henry                                                                                    |
| Arrières   | Demi de mêlée          | Isaac Boss, Tomás O'Leary, Eoin Reddan, Peter Stringer                                                        |
| Arrières   | Demi d'ouverture       | Ronan O'Gara, Jonathan Sexton                                                                                 |
| Arrières   | Centre                 | Gordon D'Arcy, Fergus McFadden, Brian O'Driscoll , Paddy Wallace                                              |
| Arrières   | Ailier                 | Tommy Bowe, Ian Dowling, Keith Earls, Shane Horgan, Johne Murphy, Andrew Trimble                              |
| Arrières   | Arrière                | Denis Hurley, Rob Kearney, Geordan Murphy                                                                     |

#### Italie
| Entraîneur | Entraîneur             | Nick Mallett                                                                            |
| Avants     | Pilier                 | Matías Agüero, Martin Castrogiovanni, Lorenzo Cittadini, Salvatore Perugini             |
| Avants     | Talonneur              | Leonardo Ghiraldini , Fabio Ongaro                                                      |
| Avants     | Deuxième ligne         | Valerio Bernabo, Marco Bortolami, Carlo Del Fava, Quintin Geldenhuys, Antonio Pavanello |
| Avants     | Troisième ligne aile   | Mauro Bergamasco, Paul Derbyshire, Simone Favaro, Josh Sole                             |
| Avants     | Troisième ligne centre | Manoa Vosawai, Alessandro Zanni                                                         |
| Arrières   | Demi de mêlée          | Pablo Canavosio, Simon Picone, Tito Tebaldi                                             |
| Arrières   | Demi d'ouverture       | Riccardo Bocchino, Craig Gower, Andrea Marcato                                          |
| Arrières   | Centre                 | Gonzalo Canale, Gonzalo García, Matteo Pratichetti, Alberto Sgarbi                      |
| Arrières   | Ailier                 | Mirco Bergamasco, Andrea Masi, Kaine Robertson, Michele Sepe                            |
| Arrières   | Arrière                | Paolo Buso, Luke McLean                                                                 |

## Les matches
Les heures sont données dans les fuseaux utilisés par les pays participants : WET (UTC+0) dans les îles Britanniques et CET (UTC+1) en France et en Italie.
| 6 février 2010, 14 h 30 | Croke Park, Dublin             | Irlande    | 29 – 11 | Italie         |
| 6 février, 17 h 00      | Stade de Twickenham, Londres   | Angleterre | 30 – 17 | Pays de Galles |
| 7 février, 15 h 00      | Murrayfield Stadium, Édimbourg | Écosse     | 9 – 18  | France         |

| 13 février, 14 h 00 | Millennium Stadium, Cardiff  | Pays de Galles | 31 – 24 | Écosse     |
| 13 février, 17 h 30 | Stade de France, Saint-Denis | France         | 33 – 10 | Irlande    |
| 14 février, 15 h 30 | Stade Flaminio, Rome         | Italie         | 12 – 17 | Angleterre |

| 26 février, 20 h 00                     | Millennium Stadium, Cardiff  | Pays de Galles | 20 – 26 | France  |
| 27 février, 14 h 30                     | Stade Flaminio, Rome         | Italie         | 16 – 12 | Écosse  |
| 27 février, 16 h 00 (Millennium Trophy) | Stade de Twickenham, Londres | Angleterre     | 16 – 20 | Irlande |

| 13 mars, 14 h 30                     | Croke Park, Dublin             | Irlande | 27 – 12 | Pays de Galles |
| 13 mars, 17 h 00 (Calcutta Cup)      | Murrayfield Stadium, Édimbourg | Écosse  | 15 – 15 | Angleterre     |
| 14 mars, 15 h 30 (Trophée Garibaldi) | Stade de France, Saint-Denis   | France  | 46 – 20 | Italie         |

| 20 mars, 14 h 30                    | Millennium Stadium, Cardiff  | Pays de Galles | 33 – 10 | Italie     |
| 20 mars, 17 h 00 (Centenary Quaich) | Croke Park, Dublin           | Irlande        | 20 – 23 | Écosse     |
| 20 mars, 20 h 45 (Le Crunch)        | Stade de France, Saint-Denis | France         | 12 – 10 | Angleterre |

## Statistiques individuelles

### Meilleur joueur du tournoi
Tommy Bowe est élu meilleur joueur du Tournoi 2010.

### Meilleurs marqueurs

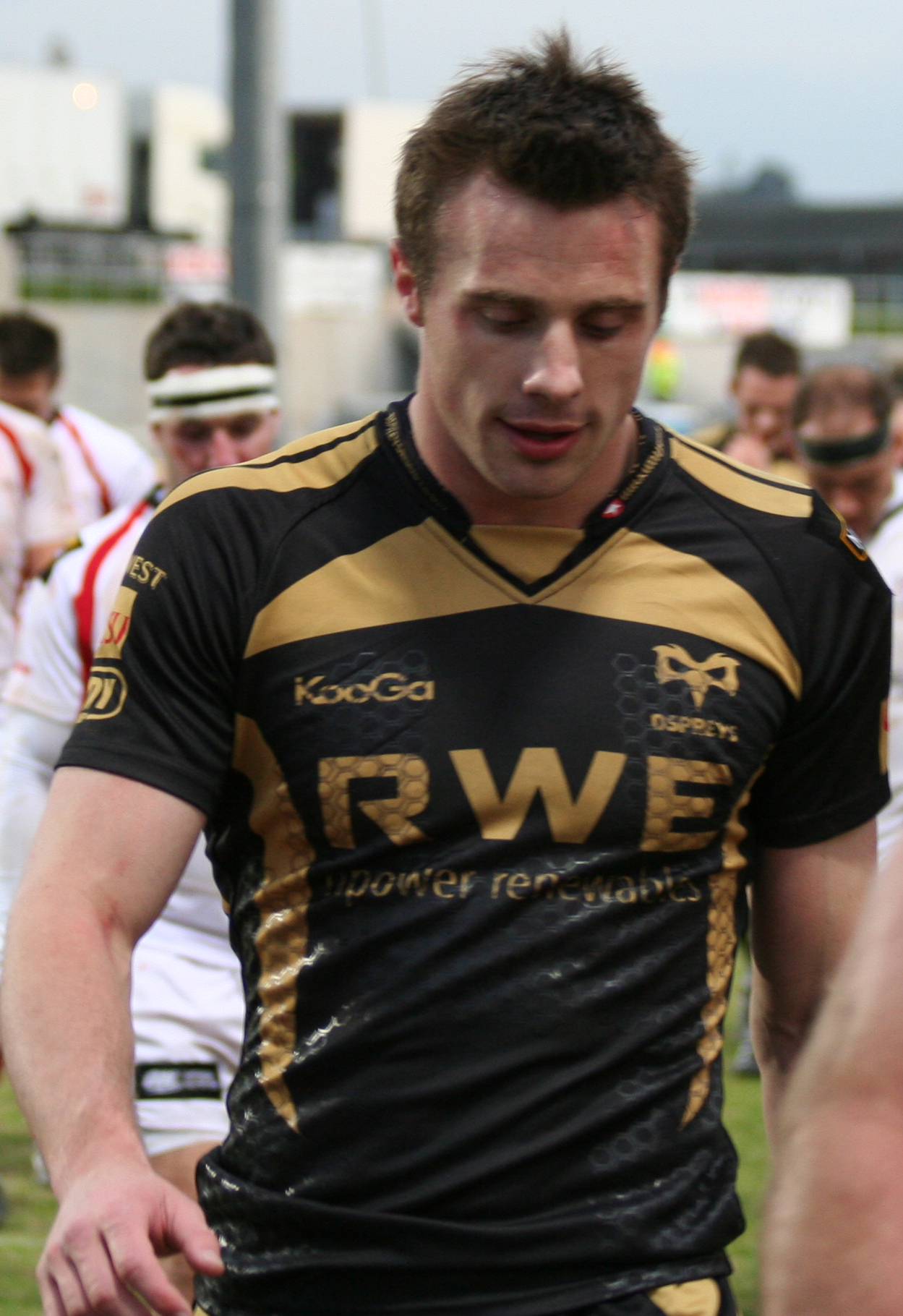
Tommy Bowe (Irlande)
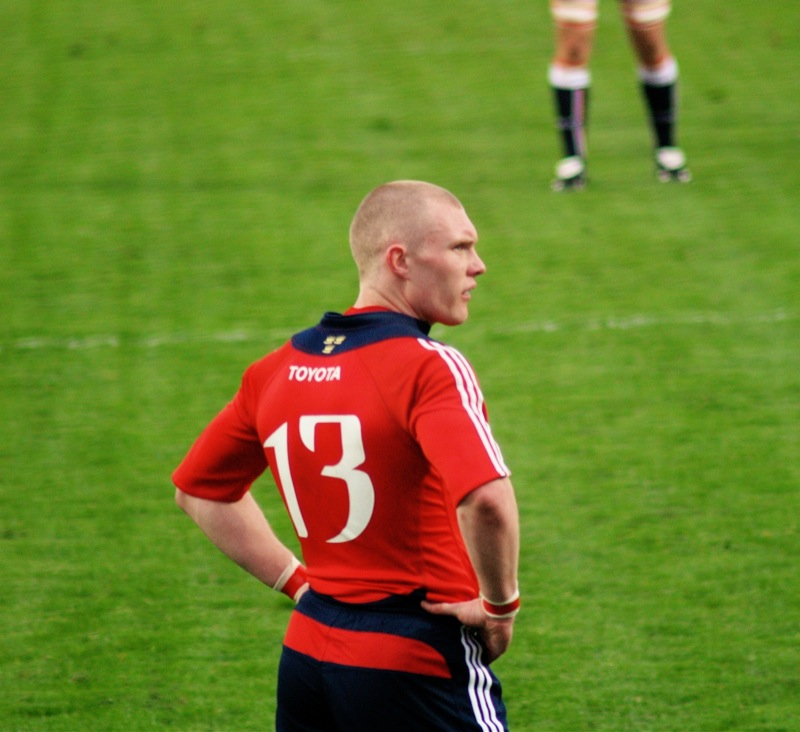
Keith Earls (Irlande)
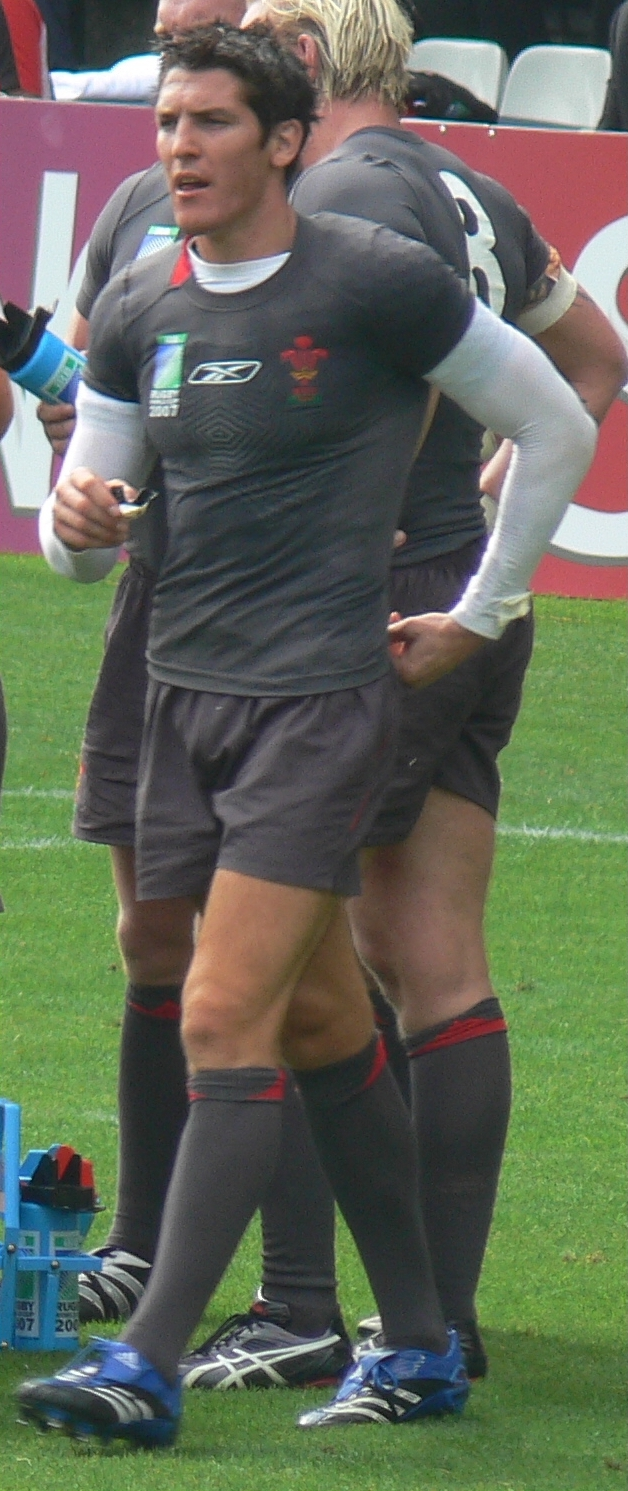
James Hook (Galles)
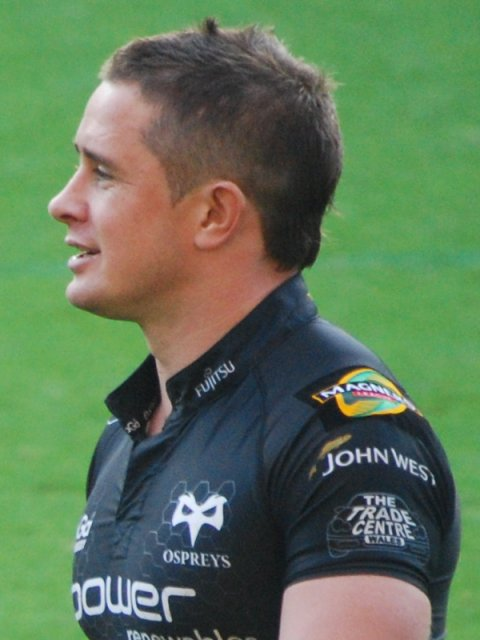
Shane Williams (Galles)

| Rang | Joueur             | Équipe         | Essais |
| ---- | ------------------ | -------------- | ------ |
| 1    | Tommy Bowe         | Irlande        | 3      |
| -    | Keith Earls        | Irlande        | 3      |
| -    | James Hook         | Pays de Galles | 3      |
| -    | Shane Williams     | Pays de Galles | 3      |
| 5    | Mathieu Bastareaud | France         | 2      |
| -    | Pablo Canavosio    | Italie         | 2      |
| -    | Leigh Halfpenny    | Pays de Galles | 2      |
| -    | James Haskell      | Angleterre     | 2      |
| -    | Yannick Jauzion    | France         | 2      |
| -    | David Marty        | France         | 2      |
| -    | Tomas O'Leary      | Irlande        | 2      |

### Meilleurs réalisateurs

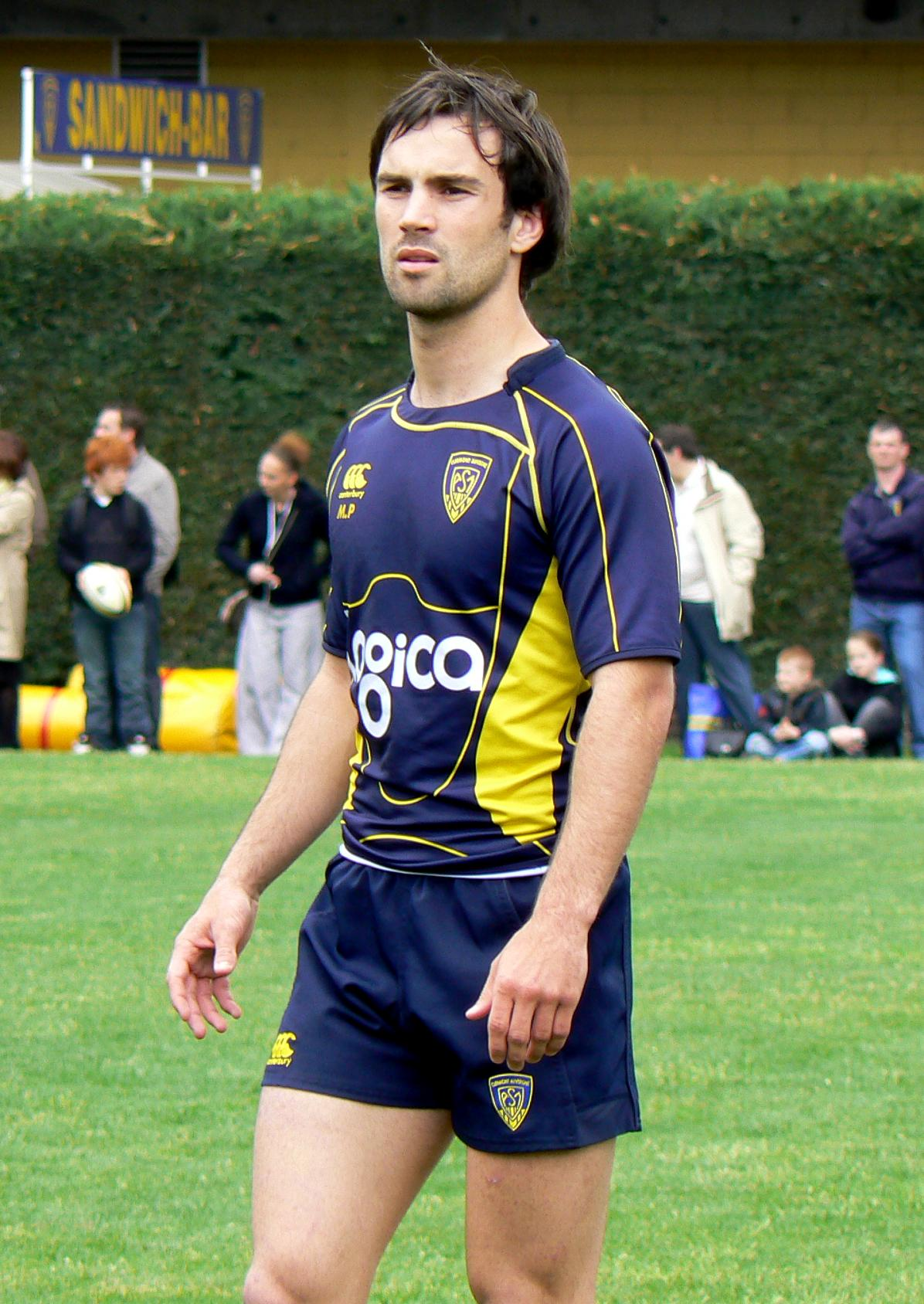
Morgan Parra (France)
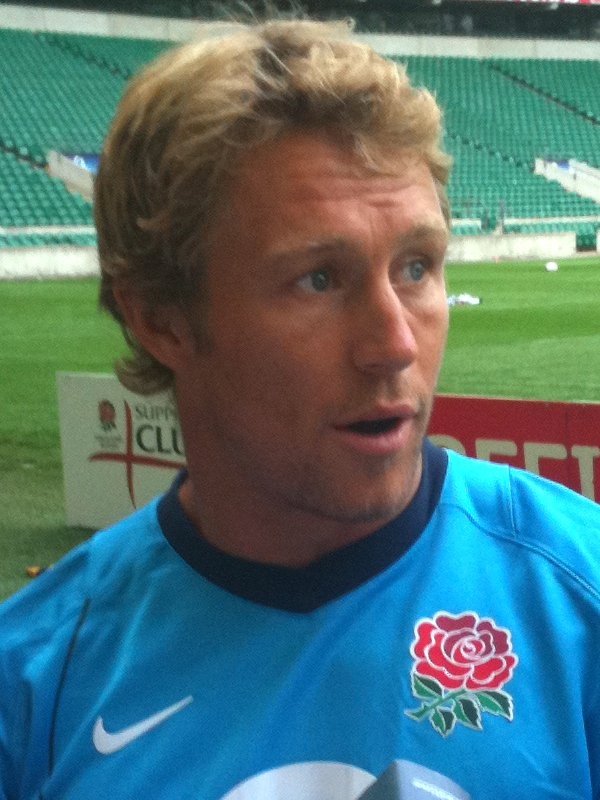
Jonny Wilkinson (Angleterre)
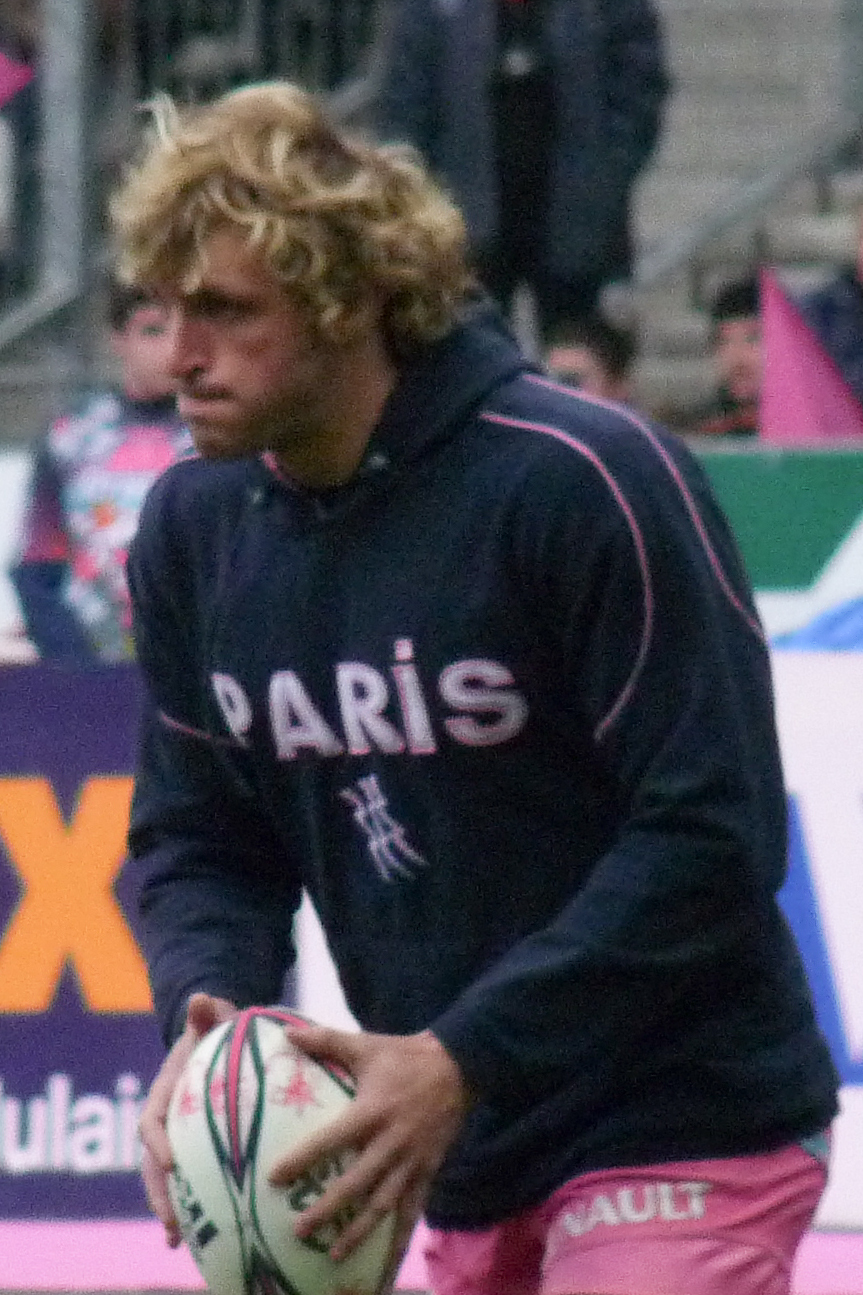
Mirco Bergamasco (Italie)

| Rang | Joueur           | Équipe         | Points | Essais | Transf. | Pén. | Drops |
| ---- | ---------------- | -------------- | ------ | ------ | ------- | ---- | ----- |
| 1    | Stephen Jones    | Pays de Galles | 63     | 0      | 9       | 15   | 0     |
| 2    | Morgan Parra     | France         | 61     | 0      | 11      | 12   | 1     |
| 3    | Dan Parks        | Écosse         | 57     | 0      | 0       | 14   | 5     |
| 4    | Jonny Wilkinson  | Angleterre     | 50     | 0      | 4       | 12   | 2     |
| 5    | Mirco Bergamasco | Italie         | 41     | 0      | 4       | 11   | 0     |
| 6    | Ronan O'Gara     | Irlande        | 28     | 0      | 5       | 6    | 0     |
| 7    | Jonathan Sexton  | Irlande        | 20     | 0      | 1       | 5    | 1     |
| 8    | Tommy Bowe       | Irlande        | 15     | 3      | 0       | 0    | 0     |
| -    | Keith Earls      | Irlande        | 15     | 3      | 0       | 0    | 0     |
| -    | James Hook       | Pays de Galles | 15     | 3      | 0       | 0    | 0     |
| -    | Shane Williams   | Pays de Galles | 15     | 3      | 0       | 0    | 0     |

## Première journée

### Irlande - Italie
(mt : 23-8)
Points marqués :
- Irlande : 2 essais de Heaslip et O'Leary, 2 transformations de O'Gara, 5 pénalités de O'Gara (4) et Wallace
- Italie : 1 essai de Robertson, 2 pénalités de Gower et Bergamasco

Évolution du score : 3-0, 10-0, 10-3, 13-3, 16-3, 23-3, 23-8, 23-11, 26-11, 29-11
Arbitre : Romain Poite 
Résumé
Composition des équipes
- Irlande
  - Titulaires :  15 Rob Kearney, 14 Tommy Bowe, 13 Brian O'Driscoll (cap.), 12 Gordon D'Arcy, 11 Andrew Trimble, 10 Ronan O'Gara, 9 Tomas O'Leary, 8 Jamie Heaslip, 7 David Wallace, 6 Kevin McLaughlin, 5 Paul O'Connell, 4 Donncha O'Callaghan, 3 John Hayes, 2 Jerry Flannery, 1 Cian Healy
  - Remplaçants : 16 Rory Best, 17 Tom Court, 18 Leo Cullen, 19 Sean O'Brien, 20 Eoin Reddan, 21 Paddy Wallace, 22 Keith Earls
  - Entraîneur : Declan Kidney

- Italie
  - Titulaires : 15 Luke McLean, 14 Kaine Robertson, 13 Gonzalo Canale, 12 Gonzalo García, 11 Mirco Bergamasco, 10 Craig Gower, 9 Tito Tebaldi, 8 Alessandro Zanni, 7 Mauro Bergamasco, 6 Josh Sole, 5 Quintin Geldenhuys, 4 Carlo Del Fava, 3 Martin Castrogiovanni, 2 Leonardo Ghiraldini (cap.), 1 Salvatore Perugini
  - Remplaçants : 16 Fabio Ongaro, 17 Matias Aguero, 18 Marco Bortolami, 19 Paul Derbyshire, 20 Simon Picone, 21 Riccardo Bocchino, 22 Andrea Masi
  - Entraîneur : Nick Mallett

### Angleterre - Galles
(mt : 13-3 )
Points marqués : 

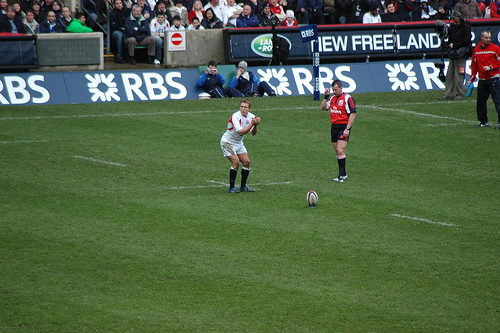
Jonny Wilkinson est artisan de la victoire anglaise avec 15 points marqués.

- Angleterre : 3 essais de Haskell (2) et Care, 3 transformations de Wilkinson et 3 pénalités de Wilkinson
- Galles : 2 essais de A. Jones et Hook, 2 transformations de S. Jones, 1 pénalité de S. Jones

Évolution du score : 3-0, 3-3, 6-3, 13-3, 20-3, 20-10, 20-17, 27-17, 30-17
Arbitre : Alain Rolland 
Résumé
La première mi-temps est assez fermée et les points sont marqués sur pénalités : deux coups de pied de Jonny Wilkinson contre un de Stephen Jones donne un avantage de 6 à 3 pour les Anglais. L'arbitre Alain Rolland prolonge un peu la mi-temps alors que l'équipe anglaise est en possession du ballon et effectue une série de pick and go devant la ligne d'en-but galloise. Le pilonnage de la défense des diables rouges fini par porter ses fruits puisque James Haskell passe la ligne pour marquer le premier essai du match. Wilkinson le transforme et les Anglais rejoignent les vestiaires avec dix points d'avance (13-3).
En début de seconde période, le XV de la rose accroit son avance au score avec un essai transformé de Danny Care. Celui-ci, après avoir récupéré la balle sur un regroupement, effectue une course vers la ligne d'essai en évitant les placages adverses (20-3). Les Gallois réduisent une première fois l'écart sur un essai de Adam Jones à la suite d'une action qui a emmené les Anglais au large avant de renvoyer la balle de l'autre côté du terrain. Stephen Jones passe la transformation. James Hook marque un second essai à la 70e minute sur une longue action galloise qu'il termine en raffûtant Danny Care devant la ligne d'essai. Stephen Jones ramène son équipe à trois points en passant la transformation. À dix minutes du coup sifflet final, le pays de Galles est de retour dans la partie et attaque tous azimuts pour remporter le match. Mais, sur une action galloise, Delon Armitage intercepte une passe et lance la contre attaque. Il transmet la balle à Mathew Tait qui donne à Toby Flood. Celui-ci slalome dans la défense galloise puis adresse une chistera à Haskell qui marque son second essai. Wilkinson transforme l'essai, les Anglais mènent 27 à 17 à quatre minutes de la fin de la rencontre. L'ouvreur du RC Toulon scelle la victoire du XV de la rose avec une dernière pénalité à la 79e minute. Les Anglais démarrent le tournoi avec une victoire 30-17 contre les diables rouges qu'ils n'avaient pas battus dans le Tournoi depuis 2006.
Composition des équipes
- Angleterre
  - Titulaires :  15 Delon Armitage, 14 Mark Cueto, 13 Mathew Tait, 12 Riki Flutey, 11 Ugo Monye, 10 Jonny Wilkinson, 9 Danny Care, 8 Nick Easter, 7 Lewis Moody, 6 James Haskell, 5 Steve Borthwick (cap.), 4 Simon Shaw, 3 David Wilson, 2 Dylan Hartley, 1 Tim Payne
  - Remplaçants : 16 Steve Thompson, 17 Dan Cole, 18 Louis Deacon, 19 Steffon Armitage, 20 Paul Hodgson, 21 Toby Flood, 22 Ben Foden
  - Entraîneur : Martin Johnson

- Pays de Galles
  - Titulaires : 15 Lee Byrne, 14 Tom James, 13 James Hook, 12 Jamie Roberts, 11 Shane Williams, 10 Stephen Jones, 9 Gareth Cooper, 8 Ryan Jones (cap.), 7 Martyn Williams, 6 Andy Powell, 5 Luke Charteris, 4 Alun Wyn Jones, 3 Adam Jones, 2 Gareth Williams, 1 Gethin Jenkins
  - Remplaçants : 16 Huw Bennett, 17 Paul James, 18 Bradley Davies, 19 Jonathan Thomas, 20 Richie Rees, 21 Andrew Bishop, 22 Leigh Halfpenny
  - Entraîneur : Warren Gatland

### Écosse - France
(mt : 6 - 15)
Points marqués :
- Écosse : 3 pénalités de Paterson
- France: 2 essais de Bastareaud, 1 transformation de Parra et 2 pénalités de Parra

Évolution du score : 3-0, 3-5, 3-8, 6-8, 6-15, 6-18, 9-18
Arbitre : Nigel Owens 
Résumé

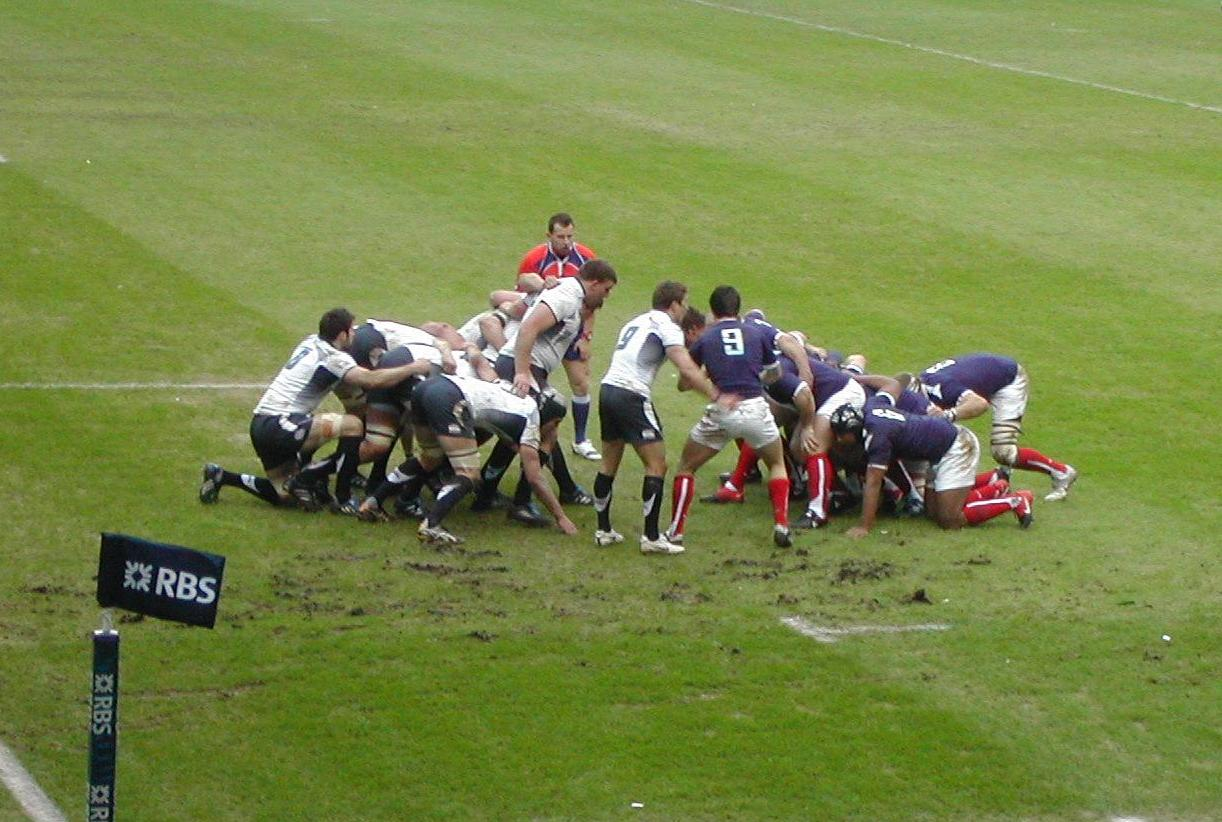
Introduction de Morgan Parra, sous les yeux de Chris Cusiter.

Les Écossais ouvrent le score par une pénalité de Chris Paterson à la 10e (3-0). La mêlée française est dominatrice et permet à Mathieu Bastareaud de marquer le premier essai à la 15e (3-5). L'équipe d'Écosse monopolise le ballon en début de match mais les Français sont dangereux en contre, François Trinh-Duc est repris près de la ligne à la 23e. Les Bleus augmentent leur avantage au score par une pénalité de Morgan Parra à la 28e (3-8). Le XV du chardon réduit l'écart par une pénalité de Chris Paterson à la 31e (6-8). En conclusion d'une attaque des trois-quarts français, Mathieu Bastareaud feinte la passe vers Clément Poitrenaud et marque un deuxième essai à la 33e. Morgan Parra transforme et porte le score à 6-15 pour la France à la mi-temps. L'écart au score est maintenu en deuxième mi-temps, une pénalité de Chris Paterson à la 52e répondant à celle réussie par Morgan Parra à la 44e (9-18). La France remporte ainsi son premier match dans le tournoi 2010 sur le score de 18 à 9.
Composition des équipes
- Écosse
  - Titulaires :  15 Chris Paterson, 14 Thom Evans, 13 Max Evans, 12 Graeme Morrison, 11 Sean Lamont, 10 Phil Godman, 9 Chris Cusiter (cap.), 7 John Barclay, 8 Johnnie Beattie, 6 Kelly Brown, 5 Alastair Kellock, 4 Nathan Hines, 3 Moray Low, 2 Ross Ford, 1 Alasdair Dickinson
  - Remplaçants : 16 Scott Lawson, 17 Allan Jacobsen,18 Richie Gray, 19 Alan MacDonald, 20 Rory Lawson, 21 Alex Grove, 22 Hugo Southwell
  - Entraîneur : Andy Robinson

- France
  - Titulaires : 15 Clément Poitrenaud, 14 Benjamin Fall, 13 Mathieu Bastareaud, 12 Yannick Jauzion, 11 Aurélien Rougerie, 10 François Trinh-Duc, 9 Morgan Parra, 8 Imanol Harinordoquy, 7 Fulgence Ouedraogo, 6 Thierry Dusautoir (cap.), 5 Pascal Papé, 4 Lionel Nallet, 3 Nicolas Mas, 2 William Servat, 1 Thomas Domingo
  - Remplaçants : 16 Dimitri Szarzewski, 17 Luc Ducalcon, 18 Julien Pierre, 19 Julien Bonnaire, 20 Frédéric Michalak, 21 David Marty, 22 Vincent Clerc
  - Entraîneur : Marc Lièvremont

## Deuxième journée

### Galles - Écosse
(mt : 9 - 18 )
Points marqués :
- Galles : 3 essais de Byrne, Halfpenny et S.Williams, 2 transformations de S. Jones, 4 pénalités de S. Jones
- Écosse : 2 essais de Barclay et M. Evans, 1 transformation de Paterson, 2 pénalités de Parks, 2 drops de Parks

Évolution du score : 0-7, 3-7, 3-13, 3-18, 6-18, 9-18; 9-21, 14-21, 14-24, 21-24, 24-24, 31-24
Arbitre : George Clancy 
Résumé
Les Écossais ouvrent le score par un essai de John Barclay qui percute la défense galloise, échappe à plusieurs plaquages gallois et marque un essai à la 8e. Chris Paterson réussit la transformation (0-7). Stephen Jones réduit l'écart à la marque par une pénalité réussie à la 15e (3-7). Dan Parks, qui n'a pas disputé le premier match de l'Écosse, ajoute un drop à la 18e (3-10). Les Écossais marquent un deuxième essai à la 20e par Max Evans, entré en cours de jeu, à la suite d'une passe au pied de Dan Parks (3-15). Stephen Jones réussit une deuxième pénalité à la 23e et Dan Parks lui répond à la 26e (6-18). Thom Evans sort sur blessure à la 36e, il est remplacé par Mike Blair. Stephen Jones marque une troisième pénalité à la 40e, la mi-temps est sifflée sur le score de 18 à 9 pour l'Écosse.
Dan Parks marque une pénalité au début de la 2e mi-temps (9-21). Kelly Brown se voit refuser un essai à la 43e car l'action est entachée d'un en-avant. Les Gallois reviennent au score par un essai de Lee Byrne à la 55e sur une passe de Shane Williams (14-21). Dan Parks donne dix points d'avance aux Écossais en réussissant un drop à la 65e (15-24). Alors que les Écossais jouent à quatorze, Leigh Halfpenny déborde la défense adverse en conclusion d'une action des trois-quarts gallois. Stephen Jones transforme et porte la marque à 21 - 24. Il égalise ensuite en réussissant une pénalité consécutive à un placage à retardement (24-24). Cette faute écossaise entraîne l'exclusion d'un autre joueur du XV du chardon. Les Écossais jouant à treize, Shane Williams marque un autre essai pour les Gallois  pendant les arrêts de jeu, Stephen Jones transforme (31-24). Les Gallois remportent la rencontre grâce à cet essai marqué en fin de match, alors qu'ils ont été menés à la marque pendant toute la partie. Le 1er juillet 2010, Thom Evans annonce officiellement la fin de sa carrière à la suite du choc qu'il a subi avec Lee Byrne lors de ce match.
Composition des équipes
- Pays de Galles
  - Titulaires : 15 Lee Byrne, 14 Leigh Halfpenny, 13 James Hook, 12 Jamie Roberts, 11 Shane Williams, 10 Stephen Jones, 9 Gareth Cooper, 8 Ryan Jones (cap.), 7 Martyn Williams, 6 Andy Powell, 5 Alun Wyn Jones, 4 Jonathan Thomas, 3 Adam Jones, 2 Gareth Williams, 1 Paul James
  - Remplaçants : 16 Huw Bennett, 17 Gethin Jenkins, 18 Bradley Davies, 19 Sam Warburton, 20 Richie Rees, 21 Andrew Bishop, 22 Tom Shanklin
  - Entraîneur : Warren Gatland

- Écosse
  - Titulaires : 15 Chris Paterson, 14 Thom Evans, 13 Sean Lamont, 12 Graeme Morrison, 11 Rory Lawson, 10 Dan Parks, 9 Chris Cusiter (cap.), 8 Johnnie Beattie, 7 John Barclay, 6 Kelly Brown, 5 Alastair Kellock, 4 Jim Hamilton, 3 Euan Murray, 2 Ross Ford, 1 Alasdair Dickinson
  - Remplaçants : 16 Scott Lawson, 17 Allan Jacobsen,18 Richie Gray, 19 Alan MacDonald, 20 Mike Blair, 21 Phil Godman, 22 Max Evans
  - Entraîneur : Andy Robinson

### France - Irlande
(mt : 17 - 3)
Points marqués :
- France : 3 essais de Servat, Jauzion et Poitrenaud, 3 transformations de Parra, 2 pénalités de Parra, 2 drops de Parra et Michalak
- Irlande : 1 essai de Wallace, 1 transformation de O'Gara, 1 pénalité de O'Gara

Évolution du score : 3-0, 10-0, 10-3, 17-3, 24-3, 27-3, 27-10, 30-10, 33-10
Arbitre : Wayne Barnes 
Résumé
La première action dangereuse est à l'actif des Irlandais par Gordon D'Arcy qui perce la défense française mais est trompé par un rebond défavorable dans l'en-but. les Français ouvrent le score à la 17e par une pénalité de Morgan Parra consécutive à un plaquage sans ballon (3-0). Après une série de cinq mêlées dominées par le pack français et une progression par un maul, le talonneur William Servat marque le premier essai pour la France à la 27e. Morgan Parra transforme (10-0). Ronan O'Gara réduit l'écart à la marque en réussissant une pénalité à la 29e (10-3). Une percée de Mathieu Bastareaud est prolongée par une ouverture vers les trois-quart par François Trinh-Duc qui fait une sautée pour Yannick Jauzion qui marque le 2e essai pour les Bleus à la 31e. Morgan Parra transforme et porte  ainsi le score à 17-3. C'est la marque à la mi-temps malgré une action dangereuse des Irlandais pendant les arrêts de jeu.
En seconde mi-temps, François Trinh-Duc perce à la 51e mais est repris près de la ligne. Une sautée sur Mathieu Bastareaud permet à ce dernier de transmettre à Clément Poitrenaud qui marque le troisième essai français à la 59e. Morgan Parra transforme (24-3) puis marque un drop à la 62e (27-3). Les Irlandais réduisent l'écart à la marque par un essai de David Wallace à la 64e consécutif à un débordement sur l'aile gauche. Ronan O'Gara transforme (27-10). Les Bleus aggravent le score par une pénalité de Morgan Parra à la 69e puis par un drop de Frédéric Michalak à la 78e. L'équipe de France s'impose nettement sur le score final de 33 à 10.
Composition des équipes
- France
  - Titulaires : 15 Clément Poitrenaud, 14 Vincent Clerc, 13 Mathieu Bastareaud, 12 Yannick Jauzion, 11 Alexis Palisson, 10 François Trinh-Duc, 9 Morgan Parra, 8 Imanol Harinordoquy, 7 Fulgence Ouedraogo, 6 Thierry Dusautoir (cap.), 5 Pascal Papé, 4 Lionel Nallet, 3 Nicolas Mas, 2 William Servat, 1 Thomas Domingo
  - Remplaçants : 16 Dimitri Szarzewski, 17 Sylvain Marconnet, 18 Julien Pierre, 19 Julien Bonnaire, 20 Frédéric Michalak, 21 David Marty, 22 Julien Malzieu
  - Entraîneur : Marc Lièvremont

- Irlande
  - Titulaires : 15 Rob Kearney, 14 Tommy Bowe, 13 Brian O'Driscoll (cap.), 12 Gordon D'Arcy, 11 Keith Earls, 10 Ronan O'Gara, 9 Tomas O'Leary, 8 Jamie Heaslip, 7 David Wallace, 6 Stephen Ferris, 5 Paul O'Connell, 4 Leo Cullen, 3 John Hayes, 2 Jerry Flannery, 1 Cian Healy
  - Remplaçants : 16 Rory Best, 17 Tom Court, 18 Tim Ryan, 19 Sean O'Brien, 20 Eoin Reddan, 21 Jonathan Sexton 22 Paddy Wallace
  - Entraîneur : Declan Kidney

### Italie - Angleterre
(mt : 6 - 6)

Points marqués :
- Italie : 4 pénalités de Mirco Bergamasco
- Angleterre : 1 essai de Mathew Tait, 3 pénalités et 1 drop de Jonny Wilkinson

Évolution du score : 0-3, 3-3, 6-3, 6-6, 6-11, 6-14, 9-14, 12-14, 12-17 
Arbitre : Christophe Berdos 
Résumé

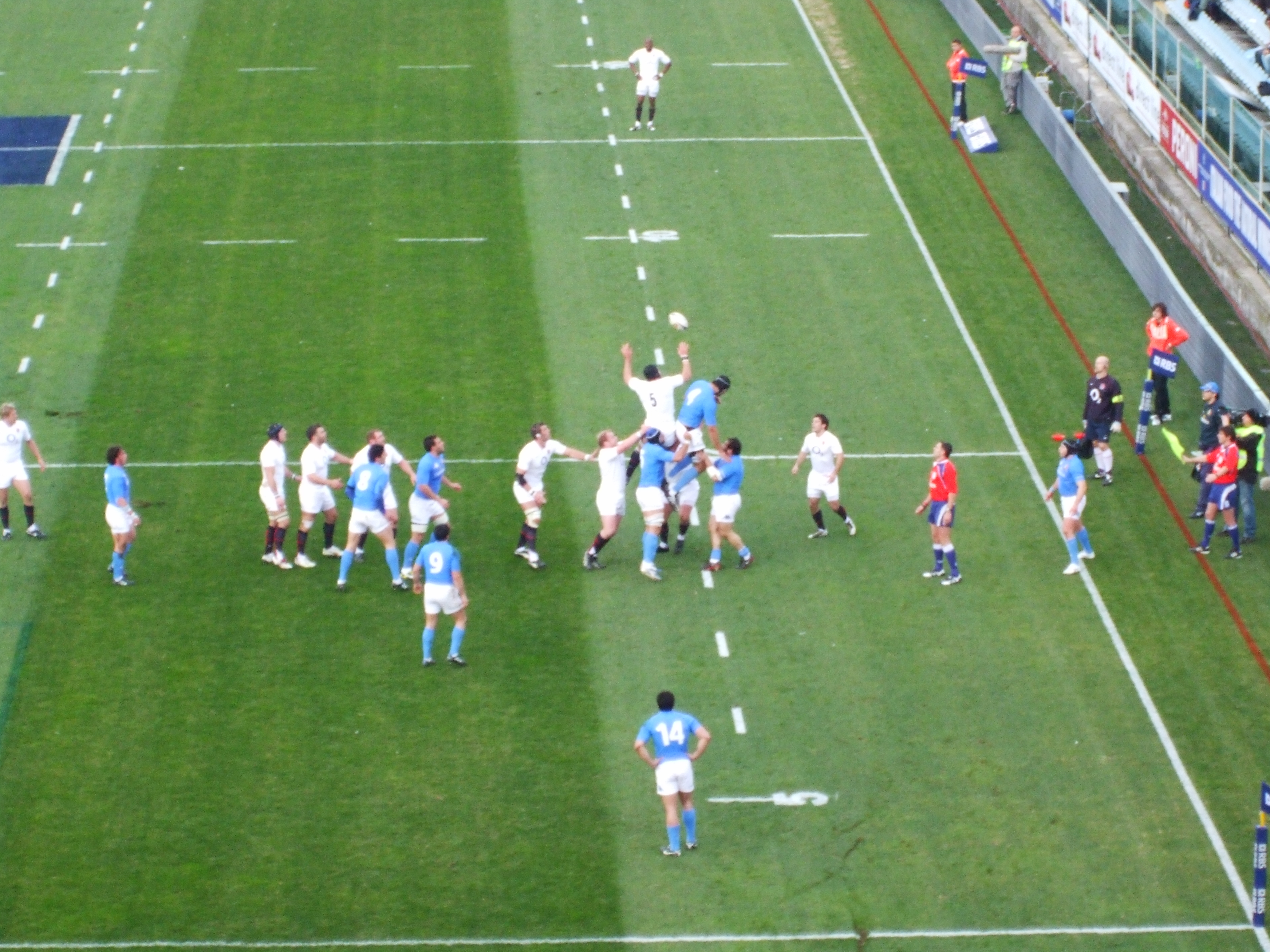
Touche lors du match Italie - Angleterre 2010

Les Anglais sont près de marquer un essai dès la première minute de jeu avec un coup de pied à suivre  de Delon Armitage qui ne peut reprendre le ballon dans l'en-but italien. Le XV de la rose ouvre le score par une pénalité de Jonny Wilkinson à la 9e (0-3). Mirco Bergamasco réussit une pénalité et permet aux Italiens d'égaliser (3-3). Jonny Wilkinson manque une pénalité bien placée à la 22e. Mirco Bergamasco marque une seconde pénalité à la 35e, ce qui permet aux transalpins de prendre l'avantage au score (6-3). Au terme de la première mi-temps, Jonny Wilkinson marque à son tour une pénalité, les deux équipes sont alors à égalité (6-6).
Les Anglais débutent bien la seconde mi-temps en marquant un essai par Mathew Tait à la 45e en conclusion d'un débordement de Ugo Monye et d'une remise à l'intérieur sur Delon Armitage. Wilkinson n'est pas en réussite et manque la transformation (6-11). Une faute au sol de Martin Castrogiovanni à la 57e entraîne son exclusion pour dix minutes et une pénalité qui est réussie par Jonny Wilkinson (6-14). L'Italie revient au score par deux pénalités de Mirco Bergamasco aux 64e et 71e (12-14). Jonny Wilkinson donne un avantage de cinq points aux Anglais par un drop réussi à la 74e (12-17). Le match se termine sur une petite victoire des Anglais par 17 à 12.
Composition des équipes
- Italie
  - Titulaires : 15 Luke McLean, 14 Andrea Masi, 13 Gonzalo Canale, 12 Gonzalo García, 11 Mirco Bergamasco, 10 Craig Gower, 9 Tito Tebaldi, 8 Alessandro Zanni, 7 Mauro Bergamasco, 6 Josh Sole, 5 Marco Bortolami, 4 Quintin Geldenhuys, 3 Martin Castrogiovanni, 2 Leonardo Ghiraldini (cap.), 1 Salvatore Perugini
  - Remplaçants : 16 Fabio Ongaro, 17 Matías Agüero, 18 Valerio Bernabo, 19 Paul Derbyshire, 20 Pablo Canavosio, 21 Riccardo Bocchino, 22 Kaine Robertson
  - Entraîneur : Nick Mallett

- Angleterre
  - Titulaires : 15 Delon Armitage, 14 Mark Cueto, 13 Mathew Tait, 12 Riki Flutey, 11 Ugo Monye, 10 Jonny Wilkinson, 9 Danny Care, 8 Nick Easter, 7 Lewis Moody, 6 James Haskell, 5 Steve Borthwick (cap.), 4 Simon Shaw, 3 Dan Cole, 2 Dylan Hartley, 1 Tim Payne
  - Remplaçants : 16 Steve Thompson, 17 David Wilson, 18 Matt Mullan, 19 Louis Deacon, 20 Steffon Armitage, 21 Paul Hodgson, 22 Toby Flood
  - Entraîneur : Martin Johnson

## Troisième journée

### Galles - France
(mt : 0 - 20)
Points marqués :
- Galles: 2 essais de Halfpenny et Williams, 2 transformations de Jones, 2 pénalités de Jones
- France : 2 essais de Palisson et Trinh-Duc, 2 transformations de Parra, 4 pénalités de Parra (3) et Michalak

Évolution du score : 0-7, 0-10, 0-13, 0-20, 3-20, 6-20, 13-20, 13-23, 13-26, 20-26
Arbitre : Jonathan Kaplan 
Résumé
Les Français ouvrent le score par un essai d'Alexis Palisson qui intercepte une passe de James Hook à la 6e, Morgan Parra transforme (0-7). Morgan Parra réussit deux pénalités aux 19e et 26e (0-13). François Trinh-Duc marque un deuxième essai pour les Bleus à la 39e sur une nouvelle interception. Morgan Parra réussit la transformation et porte le score à 0-20 en fin de première mi-temps.
Les Gallois reviennent au score en début de deuxième mi-temps par deux pénalités de Stephen Jones aux 46e et 50e (6-20) puis par un essai de Leigh Halfpenny à la 61e avec transformation de Stephens Jones (13-20). Une faute de Morgan Parra sur cette même action provoque son expulsion pour 10 minutes. Les Français jouent à quatorze mais résistent bien et marquent une pénalité à la 71e (13-23) par Frédéric Michalak, entré en jeu à la place de François Trinh-Duc au poste de demi de mêlée. Morgan Parra marque une nouvelle pénalité à la 78e (13-26) et assure la victoire de la France malgré un ultime essai de Shane Williams transformé par Stephen Jones (20-26). Les Bleus remportent une troisième victoire en trois matchs dans le tournoi.
Composition des équipes
- Pays de Galles
  - Titulaires :  15 Lee Byrne, 14 Leigh Halfpenny, 13 James Hook, 12 Jamie Roberts, 11 Shane Williams, 10 Stephen Jones, 9 Richie Rees, 8 Ryan Jones (cap.), 7 Martyn Williams, 6 Jonathan Thomas, 5 Deiniol Jones, 4 Bradley Davies, 3 Adam Jones, 2 Huw Bennett, 1 Paul James.
  - Remplaçants : 16 Ken Owens, 17 Rhys Gill, 18 Luke Charteris, 19 Sam Warburton, 20 Mike Phillips, 21 Andrew Bishop, 22 Tom Shanklin
  - Entraîneur : Warren Gatland

- France
  - Titulaires : 15 Clément Poitrenaud, 14 Julien Malzieu, 13 Mathieu Bastareaud, 12 Yannick Jauzion, 11 Alexis Palisson, 10 François Trinh-Duc, 9 Morgan Parra, 8 Imanol Harinordoquy, 7 Julien Bonnaire, 6 Thierry Dusautoir (cap.), 5 Julien Pierre, 4 Lionel Nallet, 3 Nicolas Mas, 2 William Servat, 1 Thomas Domingo
  - Remplaçants : 16 Dimitri Szarzewski, 17 Jean-Baptiste Poux, 18 Sébastien Chabal, 19 Alexandre Lapandry, 20 Frédéric Michalak, 21 David Marty, 22 Marc Andreu
  - Entraîneur : Marc Lièvremont

### Italie - Écosse
(mt : 6 - 6)
Points marqués :
- Italie : 1 essai de Canavosio, 1 transformation de Bergamasco, 3 pénalités de Bergamasco
- Écosse : 3 pénalités de Parks, 1 drop de Parks

Évolution du score : 3-0; 6-0, 6-3, 6-6, 9-6, 9-9, 9-12, 16-12
Arbitre : Dave Pearson 
Résumé
Les Italiens prennent l'avantage en début de match par deux pénalités de Mirco Bergamasco aux 10e et 13e (6-0). L'ouvreur écossais lui répond par deux pénalités réussies aux 21e et 32e (6-6). La première mi-temps se termine sur une égalité 6-6 sans véritable occasion d'essai pour chaque équipe.
Au début de la deuxième mi-temps, Mirco Bergamasco marque une pénalité à la 43e (9-6). Les Écossais sont près de marquer en force à la 45e mais le ballon n'est pas aplati dans l'en-but. En conclusion d'une période de domination écossaise, Dan Parks marque un drop à la 49e (9-9). Le XV du chardon prend l'avantage au score pour la première fois à la 64e grâce à une pénalité réussie de Dan Parks (9-12). C'est un avantage de courte durée car les Italiens marquent un essai par Pablo Canavosio qui a prolongé une percée de Gonzalo Canale. Mirco Bergamasco transforme et porte le score à 16 à 12 pour l'Italie. Ce sera le score final malgré une charge du pilier écossais Allan Jacobsen qui est arrêté près de la ligne d'en but italienne à la 72e. L'Italie s'impose sur le score de 16 à 12 et remporte ainsi son premier match du tournoi.
Composition des équipes
- Italie
  - Titulaires : 15 Luke McLean, 14 Andrea Masi, 13 Gonzalo Canale, 12 Gonzalo García, 11 Mirco Bergamasco, 10 Craig Gower, 9 Tito Tebaldi, 8 Alessandro Zanni, 7 Mauro Bergamasco, 6 Josh Sole, 5 Marco Bortolami, 4 Quintin Geldenhuys, 3 Martin Castrogiovanni, 2 Leonardo Ghiraldini (cap.), 1 Salvatore Perugini
  - Remplaçants : 16 Fabio Ongaro, 17 Matías Agüero, 18 Carlo Del Fava, 19 Paul Derbyshire, 20 Pablo Canavosio, 21 Riccardo Bocchino, 22 Kaine Robertson
  - Entraîneur : Nick Mallett

- Écosse
  - Titulaires : 15 Hugo Southwell, 14 Simon Danielli, 13 Max Evans, 12 Graeme Morrison, 11 Sean Lamont, 10 Dan Parks, 9 Chris Cusiter (cap.), 8 Johnnie Beattie, 7 John Barclay, 6 Kelly Brown, 5 Alastair Kellock, 4 Jim Hamilton, 3 Euan Murray, 2 Ross Ford, 1 Allan Jacobsen
  - Remplaçants : 16 Scott Lawson, 17 Alasdair Dickinson,18 Nathan Hines, 19 Alasdair Strokosch, 20 Mike Blair, 21 Phil Godman, 22 Nick De Luca
  - Entraîneur : Andy Robinson

### Angleterre - Irlande
(mt : 6 - 8 )
Points marqués :
- Angleterre : 1 essai de Cole, 1 transformation de Wilkinson, 2 pénalités de Wilkinson, 1 drop de Wilkinson
- Irlande : 3 essais de Earls et Bowe (2), 1 transformation d'O'Gara, 1 pénalité de Sexton

Évolution du score : 0-5, 3-5, 3-8, 6-8, 6-13, 13-13, 16-13, 16-20
Arbitre : Mark Lawrence 
Résumé
Le pilier irlandais John Hayes obtient sa 100e sélection à l'occasion de ce match.
Les Irlandais ouvrent le score en contre à la 4e avec un coup de pied à suivre de Jonathan Sexton repris par Tommy Bowe qui marque un essai (0-5). Jonny Wilkinson manque une première pénalité à la 11e, le ballon heurtant le poteau, mais en réussit une seconde à la 16e (3-5). Jonathan Sexton réussit une pénalité à la 29e puis Jonny Wilkinson réduit à nouveau l'écart au score par une nouvelle pénalité à la 36e (6-8).
Après la pause, les Irlandais marquent un essai par Keith Earls sur passe de Tomas O'Leary et Jonathan Sexton (6-13). Les Anglais égalisent par un essai en force de Dan Cole à la 61e, Jonny Wilkinson transforme (13-13). Wilkinson donne l'avantage aux Anglais par un drop réussi à la 70e (16-13). Tommy Bowe, lancé par O'Leary après une prise en touche de Paul O'Connell, perce la défense anglaise et marque un deuxième essai pour l'Irlande. Ronan O'Gara, entré en jeu à la place de Jonathan Sexton, transforme l'essai (16-20). Malgré une forte pression du pack anglais en fin de match, l'Irlande maintient l'écart de 20 à 16 en sa faveur et inflige une première défaite au quinze de la rose dans ce tournoi.
Composition des équipes
- Angleterre
  - Titulaires : 15 Delon Armitage, 14 Mark Cueto, 13 Mathew Tait, 12 Riki Flutey, 11 Ugo Monye, 10 Jonny Wilkinson, 9 Danny Care, 8 Nick Easter, 7 Lewis Moody, 6 James Haskell, 5 Steve Borthwick (cap.), 4 Simon Shaw, 3 Dan Cole, 2 Dylan Hartley, 1
  - Remplaçants : 16 Lee Mears, 17 David Wilson, 18 Louis Deacon, 19 Joe Worsley, 20 Paul Hodgson, 21 Toby Flood, 22 Ben Foden
  - Entraîneur : Martin Johnson

- Irlande
  - Titulaires : 15 Geordan Murphy, 14 Tommy Bowe, 13 Brian O'Driscoll (cap.), 12 Gordon D'Arcy, 11 Keith Earls, 10 Jonathan Sexton, 9 Tomas O'Leary, 8 Jamie Heaslip, 7 David Wallace, 6 Stephen Ferris, 5 Paul O'Connell, 4 Donncha O'Callaghan, 3 John Hayes, 2 Rory Best, 1 Cian Healy
  - Remplaçants : 16 Sean Cronin, 17 Tony Buckley, 18 Leo Cullen, 19 Shane Jennings, 20 Eoin Reddan, 21 Ronan O'Gara 22 Andrew Trimble
  - Entraîneur : Declan Kidney

## Quatrième journée

### Irlande - Galles
(mt : 16-6)
Points marqués :

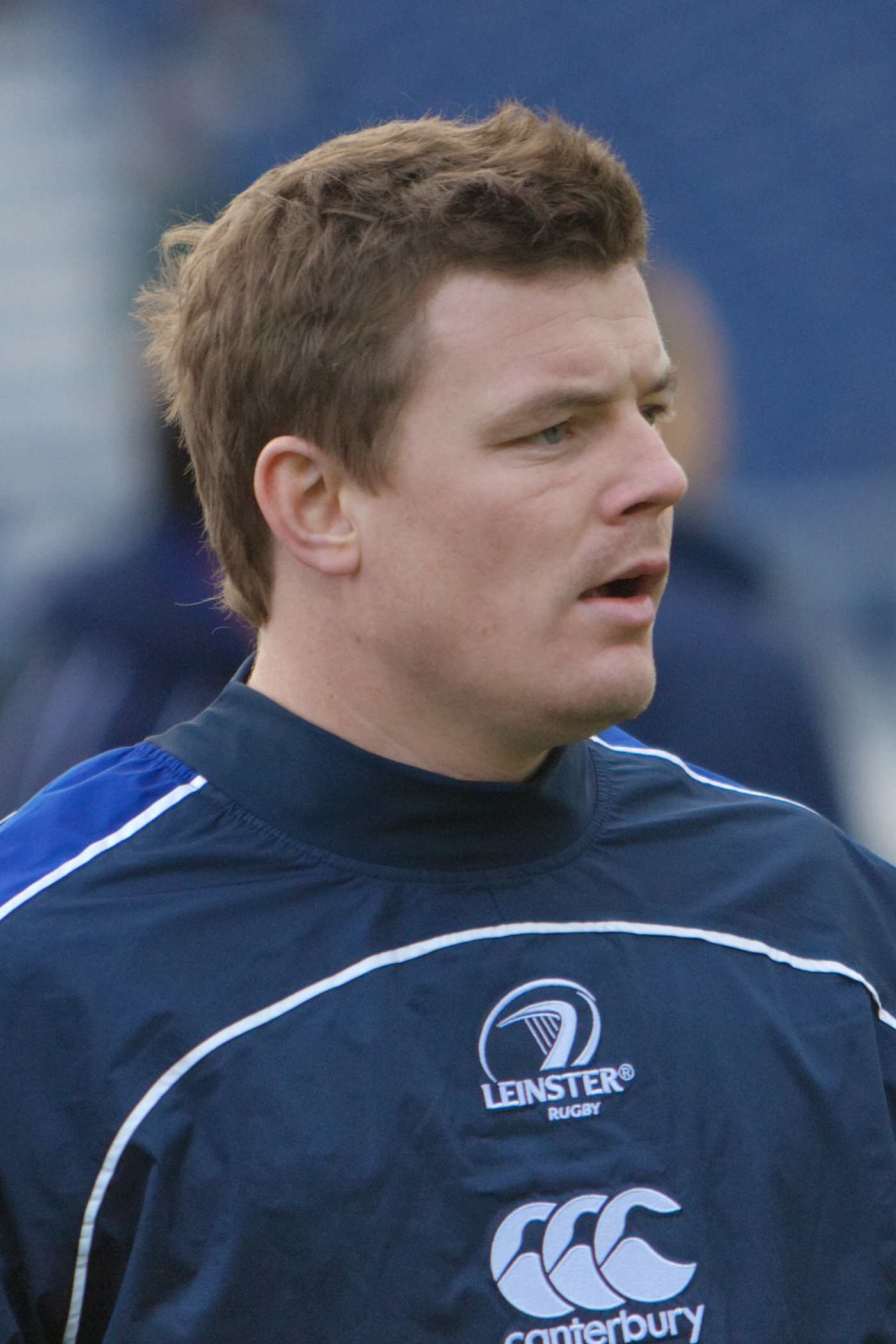
Brian O'Driscoll obtient sa centième cape lors de ce match.

- Irlande: 3 essais de Earls (2) et O'Leary, 3 pénalités de Sexton, 1 drop de Sexton
- Galles: 4 pénalités de S. Jones

Évolution du score : 0-3, 3-3, 6-3, 11-3, 16-3, 16-6, 19-6, 19-9, 24-9, 24-12, 27-12
Arbitre : Craig Joubert 
Résumé
Brian O'Driscoll fête sa centième sélection. Les Gallois ouvrent le score par une pénalité de Stephen Jones à la 10e (0-3). Les Irlandais égalisent puis prennent l'avantage par deux pénalités de Jonathan Sexton aux 18e et 23e (6-3), alors que Gordon D'Arcy doit être remplacé par Rob Kearney à la 22e. L'arrière gallois Lee Byrne, coupable d'anti-jeu, est exclu pour dix minutes à la 24e. Les Irlandais en profitent pour marquer deux essais. Le premier à la 27e par Keith Earls à la suite d'une pénalité rapidement jouée par Tomas O'Leary (11-3). Le second essai irlandais est marqué par Tomas O'Leary à la 31e sur passe de Paul O'Connell (16-3). Stephen Jones réduit l'écart en réussissant une pénalité à la 38e, la mi-temps est sifflée avec un avantage de 16 à 6 pour l'Irlande.
Les Gallois dominent le début de deuxième mi-temps mais ce sont les Irlandais qui aggravent le score par une pénalité de Jonathan Sexton à la 52e (19-6). Stephens Jones lui répond en marquant une pénalité à la 54e (19-9). Keith Earls marque le 3e essai irlandais à la 59e sur une percée de Tomas O'Leary (24-9). Sephens Jones marque une nouvelle pénalité à la 63e (24-12) puis Jonathan Sexton redonne 15 points d'avance aux Irlandais par un drop à la 76e. Le XV du trèfle s'impose sur le score de 27 à 12 et reste en course pour la victoire finale en cas de défaite des Français.
Composition des équipes
- Irlande
  - Titulaires : 15 Geordan Murphy, 14 Tommy Bowe, 13 Brian O'Driscoll (cap.), 12 Gordon D'Arcy, 11 Keith Earls, 10 Jonathan Sexton, 9 Tomas O'Leary, 8 Jamie Heaslip, 7 David Wallace, 6 Stephen Ferris, 5 Paul O'Connell, 4 Donncha O'Callaghan, 3 John Hayes, 2 Rory Best, 1 Cian Healy
  - Remplaçants : 16 Sean Cronin, 17 Tony Buckley, 18 Leo Cullen, 19 Shane Jennings, 20 Eoin Reddan, 21 Ronan O'Gara 22 Rob Kearney
  - Entraîneur : Declan Kidney

- Pays de Galles
  - Titulaires : 15 Lee Byrne, 14 Leigh Halfpenny, 13 James Hook, 12 Jamie Roberts, 11 Shane Williams, 10 Stephen Jones, 9 Richie Rees, 8 Gareth Delve, 7 Martyn Williams (cap.), 6 Jonathan Thomas, 5 Luke Charteris, 4 Bradley Davies, 3 Adam Jones, 2 Matthew Rees, 1 Paul James.
  - Remplaçants : 16 Huw Bennett, 17 Rhys Gill, 18 Ian Gough, 19 Sam Warburton, 20 Dwayne Peel, 21 Andrew Bishop, 22 Tom Shanklin
  - Entraîneur : Warren Gatland

### Écosse - Angleterre
(mt : 9 - 6)
Points marqués :
- Écosse : 4 pénalités de Parks, 1 drop de Parks
- Angleterre : 5 pénalités de Wilkinson (3) et Flood (2)

Évolution du score : 3-0, 3-3, 6-3, 6-6, 9-6, 9-9, 9-12, 12-12, 12-15, 15-15
Arbitre : Marius Jonker 
Résumé
Les Écossais ouvrent le score par une pénalité de Dan Parks à la 7e (3-0). Jonny Wilkinson égalise par une pénalité à la 15e (3-3). Les deux équipes marquent ensuite chacune une pénalité, par Dan Parks à la 19e et Jonny Wilkinson à la 31e, et restent à égalité (6-6). Dan Parks réussit un drop à la 39e et donne un léger avantage à l'équipe d'Écosse qui mène par 9 à 6 lorsque la mi-temps est sifflée.
Jonny Wilkinson égalise pour l'Angleterre dès le début de la seconde mi-temps par une pénalité à la 41e (9-9). Wilkinson sort sur blessure à la 44e, il est remplacé par Toby Flood. Les deux équipes marquent ensuite deux pénalités chacune par Toby Flood pour l'Angleterre aux 49e et 65e et par Dan Parks pour l'Écosse aux 51e et 69e. Elles terminent à égalité, sur le score de 15 à 15 au terme d'un match sans essai.
Ce match nul permet à l'Angleterre de conserver la Calcutta Cup. L'Écosse obtient un premier point au classement et évite la cuillère de bois.
Composition des équipes
- Écosse
  - Titulaires : 15 Hugo Southwell, 14 Sean Lamont, 13 Nick De Luca, 12 Graeme Morrison, 11 Max Evans, 10 Dan Parks, 9 Chris Cusiter (cap.), 8 Johnnie Beattie, 7 John Barclay, 6 Kelly Brown, 5 Alastair Kellock, 4 Jim Hamilton, 3 Euan Murray, 2 Ross Ford, 1 Allan Jacobsen
  - Remplaçants : 16 Scott Lawson, 17 Geoff Cross,18 Nathan Hines, 19 Alan MacDonald, 20 Rory Lawson, 21 Phil Godman, 22 Simon Danielli
  - Entraîneur : Andy Robinson

- Angleterre
  - Titulaires : 15 Delon Armitage, 14 Mark Cueto, 13 Mathew Tait, 12 Riki Flutey, 11 Ugo Monye, 10 Jonny Wilkinson, 9 Danny Care, 8 Nick Easter, 7 Joe Worsley, 6 James Haskell, 5 Steve Borthwick, 4 Louis Deacon, 3 Dan Cole, 2 Dylan Hartley, 1 Tim Payne.
  - Remplaçants : 16 Steve Thompson, 17 David Wilson, 18 Courtney Lawes, 19 Lewis Moody, 20 Ben Youngs, 21 Toby Flood, 22 Ben Foden
  - Entraîneur : Martin Johnson

### France - Italie
(mt : 22 - 3)
Points marqués :
- France : 6 essais de Harinordoquy, Marty (2), Andreu, Jauzion et Lapandry, 5 transformations de Parra, 2 pénalités de Parra
- Italie : 2 essais de Del Fava et Canavosio, 2 transformations de Mi. Bergamasco, 2 pénalités de Mi. Bergamasco

Évolution du score : 7-0, 10-0, 17-0, 22-0, 22-3, 25-3, 25-6, 32-6, 39-6, 46-6, 46-13, 46-20
Arbitre : Alan Lewis 
Résumé
Les Français marquent un premier essai dès la 5e par Imanol Harinordoquy servi par Morgan Parra qui trompe la défense italienne par une feinte de passe. Morgan Parra transforme puis marque une pénalité à la 10e (10-0). Gonzalo García est exclu à la 14e, les Italiens jouent à quatorze pendant dix minutes. Les Français en profitent pour marquer un deuxième essai par David Marty à la 16e après une passe sautée de François Trinh-Duc. Morgan Parra transforme et porte le score à 17-0 pour la France. David Marty marque le 3e essai français, un doublé pour lui, après une relance de Clément Poitrenaud qui est prolongée par Imanol Harinordoquy (22-0). Les Italiens réduisent l'écart à la marque par Mirco Bergamasco qui réussit une pénalité à la 35e. La mi-temps est sifflée sur le score de 22 à 3 pour le XV de France.
En début de deuxième mi-temps, Morgan Parra marque une pénalité à la 42e (25-3). Mirco Bergamasco lui répond en réussissant une autre pénalité à la 45e (25-6). Marc Andreu perce entre les centres et marque le quatrième essai français à la 50e. Morgan Parra transforme (32-6). Yannick Jauzion marque le cinquième essai français à la 56e après une percée de Marc Andreu, l'essai est transformé par Morgan Parra (39-6). Alexandre Lapandry, entré en cours de jeu marque le sixième essai français à la 64e en prolongeant une action de Julien Malzieu. Morgan Parra transforme et porte le score à 46 à 6. Carlo Del Fava, servi par Paul Derbyshire, profite d'une erreur défensive française pour marquer un essai, transformé par Mirco Bergamasco. La France se relâche et Pablo Canavosio marque lui aussi un essai à la 72e, ajoutant 7 points au compteur italien après la transformation réussie par Bergamasco. La France réagit mais ne trouve pas la faille et s'impose finalement 46-20. Elle conserve le Trophée Garibaldi et tentera de remporter un Grand Chelem lors de la cinquième journée contre l'Angleterre.
Composition des équipes
- France
  - Titulaires : 15 Clément Poitrenaud, 14 Marc Andreu, 13 David Marty, 12 Yannick Jauzion, 11 Alexis Palisson, 10 François Trinh-Duc, 9 Morgan Parra, 8 Imanol Harinordoquy, 7 Julien Bonnaire, 6 Thierry Dusautoir (cap.), 5 Julien Pierre, 4 Lionel Nallet, 3 Nicolas Mas, 2 William Servat, 1 Thomas Domingo
  - Remplaçants : 16 Dimitri Szarzewski, 17 Jean-Baptiste Poux, 18 Sébastien Chabal, 19 Alexandre Lapandry, 20 Dimitri Yachvili, 21 Mathieu Bastareaud, 22 Julien Malzieu
  - Entraîneur : Marc Lièvremont

- Italie
  - Titulaires : 15 Luke McLean, 14 Andrea Masi, 13 Gonzalo Canale, 12 Gonzalo García, 11 Mirco Bergamasco, 10 Craig Gower, 9 Tito Tebaldi, 8 Alessandro Zanni, 7 Mauro Bergamasco, 6 Josh Sole, 5 Marco Bortolami, 4 Quintin Geldenhuys, 3 Martin Castrogiovanni, 2 Leonardo Ghiraldini (cap.), 1 Salvatore Perugini
  - Remplaçants : 16 Fabio Ongaro, 17 Matías Agüero, 18 Carlo Del Fava, 19 Paul Derbyshire, 20 Pablo Canavosio, 21 Riccardo Bocchino, 22 Kaine Robertson
  - Entraîneur : Nick Mallett

## Cinquième journée

### Galles - Italie
(mt : 12 - 0 )
Points marqués :
- Galles: 3 essais de Hook (2) et Williams, 3 transformations de Jones, 4 pénalités de S. Jones
- Italie : 1 essai de McLean, 1 transformation de Mi. Bergamasco, 1 pénalité de Mi. Bergamasco

Évolution du score : 3-0, 6-0, 9-0, 12-0, 19-0, 26-0, 26-3, 33-3, 33-10
Arbitre : Wayne Barnes 
Résumé
Les Gallois ouvrent le score par une pénalité de Stephen Jones à la 9e (3-0). Stephen Jones réussit une deuxième pénalité à la 22e (6-0), un essai est réfusé aux Gallois pour une passe en-avant de Shane Williams vers Lee Byrne. Stephen Jones marque deux autres pénalités aux 32e et 35e, ce qui porte le score à 12-0 pour les Gallois à la mi-temps.
En deuxième mi-temps, James Hook perce à la 46e mais oublie de servir son ailier Tom Prydie. Il se rachète à la 51e en marquant le premier essai gallois, Stephen Jones transforme (19-0). Les Italiens jouent à quatorze à la 55e, Mauro Bergamasco ayant reçu un carton jaune. James Hook marque le deuxième essai gallois à la 56e, la transformation est réussie par Stephen Jones (26-0). Les Italiens marquent leur premiers points par une pénalité de Mirco Bergamasco à la 66e (26-3). Shane Williams marque un essai à la 68e après une action de Mike Phillips stoppée près de l'en but. Stephen Jones transforme et porte le score à 33-3. Les Italiens réduisent l'écart au score par un essai de Luke McLean à la 74e qui est transformé par Mirco Bergamasco (33-10). Le match se termine par une victoire des Gallois sur le score de 33 à 10.
Composition des équipes
- Pays de Galles
  - Titulaires : 15 Lee Byrne, 14 Tom Prydie, 13 James Hook, 12 Jamie Roberts, 11 Shane Williams, 10 Stephen Jones, 9 Mike Phillips, 8 Ryan Jones (cap.), 7 Martyn Williams, 6 Jonathan Thomas, 5 Luke Charteris, 4 Bradley Davies, 3 Adam Jones, 2 Matthew Rees, 1 Gethin Jenkins.
  - Remplaçants : 16 Huw Bennett, 17 Paul James, 18 Ian Gough, 19 Gareth Delve, 20 Dwayne Peel, 21 Andrew Bishop, 22 Tom Shanklin
  - Entraîneur : Warren Gatland

- Italie
  - Titulaires : 15 Luke McLean, 14 Kaine Robertson, 13 Andrea Masi, 12 Gonzalo García, 11 Mirco Bergamasco, 10 Craig Gower, 9 Pablo Canavosio, 8 Alessandro Zanni, 7 Mauro Bergamasco, 6 Paul Derbyshire, 5 Quintin Geldenhuys, 4 Carlo Del Fava, 3 Martin Castrogiovanni, 2 Leonardo Ghiraldini (cap.), 1 Salvatore Perugini
  - Remplaçants : 16 Fabio Ongaro, 17 Matías Agüero, 18 Marco Bortolami, 19 Josh Sole, 20 Tito Tebaldi, 21 Riccardo Bocchino, 22 Gonzalo Canale
  - Entraîneur : Nick Mallett

### Irlande - Écosse
(mt : 7 - 14)
Points marqués :
- Irlande : 2 essais de O'Driscoll et Bowe, 2 transformations de Sexton et O'Gara, 2 pénalités de Sexton et O'Gara
- Écosse : 1 essai de Beattie, 1 transformation de Parks, 5 pénalités de Parks, 1 drop de Parks

Évolution du score : 0-3, 7-3, 7-8, 7-11, 7-14, 7-17, 10-17, 17-17, 17-20, 20-20, 20-23
Arbitre : Jonathan Kaplan 
Résumé
Les premiers points du match sont marqués par les Écossais qui marquent une pénalité par Dan Parks à la 5e (0-3). Les Irlandais prennent l'avantage à la 11e par un essai de leur capitaine Brian O'Driscoll bien servi par Jonathan Sexton. Ce dernier transforme et porte le score à 7 à 3 pour l'Irlande. Le XV du chardon réplique à la 14e par un essai de Johnnie Beattie servi par Graeme Morrison (7-8). Dan Parks marque une pénalité à la 38e et un drop à la 40e, par suite les Écossais mènent à la mi-temps par 14 à 7.
Jonathan Sexton manque une pénalité à la 42e, Dan Parks a plus de réussite et marque une autre pénalité à la 47e (7-17). Sexton se reprend en marquant une pénalité à la 51e avant d'être remplacé par Ronan O'Gara (10-17). Les Irlandais marquent leur deuxième essai à la 63e par Tommy Bowe, O'Gara transforme et égalise (17-17). Dan Parks redonne l'avantage aux Écossais en réussissant une pénalité à la 73e mais c'est de courte durée car Ronan O'Gara réussit aussi une pénalité à la 75e (20-20). À la 79e une pénalité en coin est accordée à l'Écosse, Dan Parks la réussit et permet ainsi au XV du chardon de s'imposer en Irlande par 23 à 20. La France remporte donc le Tournoi avant même de jouer son dernier match contre l'Angleterre.
Composition des équipes
- Irlande
  - Titulaires : 15 Geordan Murphy, 14 Tommy Bowe, 13 Brian O'Driscoll (cap.), 12 Gordon D'Arcy, 11 Keith Earls, 10 Jonathan Sexton, 9 Tomas O'Leary, 8 Jamie Heaslip, 7 David Wallace, 6 Stephen Ferris, 5 Paul O'Connell, 4 Donncha O'Callaghan, 3 John Hayes, 2 Rory Best, 1 Cian Healy
  - Remplaçants : 16 Sean Cronin, 17 Tony Buckley, 18 Leo Cullen, 19 Shane Jennings, 20 Eoin Reddan, 21 Ronan O'Gara 22 Rob Kearney
  - Entraîneur : Declan Kidney

- Écosse
  - Titulaires : 15 Hugo Southwell, 14 Sean Lamont, 13 Nick De Luca, 12 Graeme Morrison, 11 Max Evans, 10 Dan Parks, 9 Chris Cusiter (cap.), 8 Johnnie Beattie, 7 John Barclay, 6 Kelly Brown, 5 Alastair Kellock, 4 Jim Hamilton, 3 Euan Murray, 2 Ross Ford, 1 Allan Jacobsen
  - Remplaçants : 16 Scott Lawson, 17 Alasdair Dickinson,18 Richie Gray, 19 Alan MacDonald, 20 Mike Blair, 21 Phil Godman, 22 Simon Danielli
  - Entraîneur : Andy Robinson

### France - Angleterre
(mt : 12 - 7)
Points marqués :
- France : 3 pénalités de Parra, 1 drop de Trinh-Duc
- Angleterre : 1 essai de Foden, 1 transformation de Flood, 1 pénalité de Wilkinson

Évolution du score : 3-0, 3-7, 6-7, 9-7, 12-7, 12-10.
Arbitre : Bryce Lawrence 
Résumé

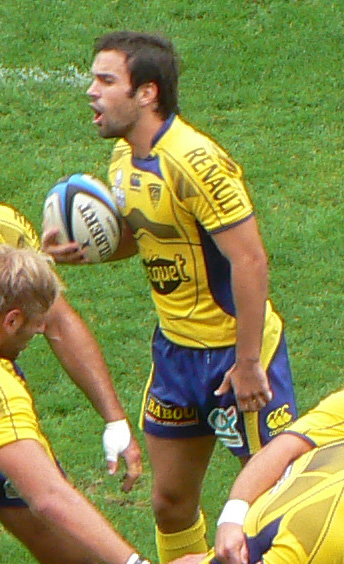
Morgan Parra, ici sous le maillot de l'ASM Clermont Auvergne, auteur de 9 points de l'équipe de France

L'équipe de France est celle qui a disputé le match contre l'Italie, à l'exception du centre Mathieu Bastareaud qui remplace David Marty. Six changements ont été faits dans la composition du XV anglais par Martin Johnson, le plus important étant la mise sur le banc des remplaçants de Jonny Wilkinson qui est remplacé par Toby Flood. Dès la 4e, François Trinh-Duc passe un drop mais au renvoi, Ben Foden intercepte lancé par Toby Flood,remonte 30 mètres et marque un essai en coin, transformé par Flood (3-7). La France réagit et reprend l'avantage après trois pénalités de Morgan Parra aux 18e, 24e et 34e (12-7). Jonny Wilkinson réduit l'écart à la 67e en passant une pénalité de 50 m excentrée côté droit (12-10). Le XV de la rose domine la deuxième mi-temps mais la défense de l'équipe de France tient bon. Le score n'évoluera plus et le XV de France s'impose pour la vingt-cinquième fois dans le Tournoi, réussissant ainsi le neuvième Grand Chelem de son histoire.
Composition des équipes
- France
  - Titulaires : 15 Clément Poitrenaud, 14 Marc Andreu, 13 Mathieu Bastareaud, 12 Yannick Jauzion, 11 Alexis Palisson, 10 François Trinh-Duc, 9 Morgan Parra, 8 Imanol Harinordoquy, 7 Julien Bonnaire, 6 Thierry Dusautoir (cap.), 5 Julien Pierre, 4 Lionel Nallet, 3 Nicolas Mas, 2 William Servat, 1 Thomas Domingo
  - Remplaçants : 16 Dimitri Szarzewski, 17 Jean-Baptiste Poux, 18 Sébastien Chabal, 19 Alexandre Lapandry, 20 Dimitri Yachvili, 21 David Marty, 22 Julien Malzieu
  - Entraîneur : Marc Lièvremont

- Angleterre
  - Titulaires : 15 Ben Foden, 14 Mark Cueto, 13 Mike Tindall, 12 Riki Flutey, 11 Chris Ashton, 10 Toby Flood, 9 Danny Care, 8 Nick Easter, 7 Lewis Moody (cap.), 6 Joe Worsley, 5 Louis Deacon, 4 Simon Shaw, 3 Dan Cole, 2 Dylan Hartley, 1 Tim Payne.
  - Remplaçants : 16 Steve Thompson, 17 David Wilson, 18 Tom Palmer, 19 James Haskell, 20 Ben Youngs, 21 Jonny Wilkinson, 22 Mathew Tait
  - Entraîneur : Martin Johnson